# Superliga Española de Hockey Hielo
Superliga Española de Hockey Hielo je nejvyšší profesionální hokejovou ligou ve Španělsku. Byla založena v roce 1973. Kluby pocházejí výhradně ze severu země, zejména z Baskicka. Hokejové soutěže ve Španělsku pořádá Královská španělská federace ledních sportů.

## Seznam vítězů
| Sezóna | Mistr                                |
| ------ | ------------------------------------ |
| 1973   | Real Sociedad                        |
| 1974   | Real Sociedad                        |
| 1975   | Real Sociedad                        |
| 1976   | CHH Txuri-Urdin                      |
| 1977   | Casco Viejo Bilbao                   |
| 1978   | Casco Viejo Bilbao                   |
| 1979   | Casco Viejo Bilbao                   |
| 1980   | CHH Txuri-Urdin                      |
| 1981   | Casco Viejo Bilbao                   |
| 1982   | Casco Viejo Bilbao                   |
| 1983   | Casco Viejo Bilbao                   |
| 1984   | CH Jaca                              |
| 1985   | CHH Txuri-Urdin                      |
| 1986   | Club Gel Puigcerdà                   |
| 1987   | šampionát se nehrál                  |
| 1988   | šampionát se nehrál                  |
| 1989   | Club Gel Puigcerdà                   |
| 1990   | CHH Txuri-Urdin                      |
| 1991   | CH Jaca                              |
| 1992   | CHH Txuri-Urdin                      |
| 1993   | CHH Txuri-Urdin                      |
| 1994   | CH Jaca                              |
| 1995   | CHH Txuri-Urdin                      |
| 1996   | CH Jaca                              |
| 1997   | FC Barcelona                         |
| 1998   | Majadahonda HC                       |
| 1999   | CHH Txuri-Urdin                      |
| 2000   | CHH Txuri-Urdin                      |
| 2001   | CH Jaca                              |
| 2002   | FC Barcelona                         |
| 2003   | CH Jaca                              |
| 2004   | CH Jaca                              |
| 2005   | CH Jaca                              |
| 2006   | Club Gel Puigcerdà                   |
| 2007   | Club Gel Puigcerdà                   |
| 2008   | Club Gel Puigcerdà                   |
| 2009   | FC Barcelona                         |
| 2010   | CH Jaca                              |
| 2011   | CH Jaca                              |
| 2012   | CH Jaca                              |
| 2013   | CD Hielo Bipolo (Escor BAKH Vitoria) |
| 2014   | CD Hielo Bipolo (Escor BAKH Vitoria) |
| 2015   | CH Jaca                              |
| 2016   | CH Jaca                              |
| 2017   | CHH Txuri-Urdin                      |
| 2018   | CHH Txuri-Urdin                      |
| 2019   | CHH Txuri-Urdin                      |
| 2020   | Club Gel Puigcerdà                   |
| 2021   | FC Barcelona                         |
| 2022   | FC Barcelona                         |